# Paromomicin
Paromomicin je aminoglikozidni antibiotik, koji je izolovan iz Streptomyces krestomuceticus 1950-tih. On je otkriven u kompaniji Parke Dejvis (sad Pfizer), i uveden kao Humatin 1960. On je takođe poznat pod imenima monomicin i aminozidin.

## Upotreba
On je antibiotik koji je dizajniran za borbu protiv intestinalnih infekcija, kao što su kriptosporidioza i amebiaza, ali i drugih bolesti, poput lajšmanioza.

## Mehanizam
Paromomicin inhibira sintezu proteina u nerezistentnim ćelijama putem vezivanja za  ribozomalnu RNK.. Ovaj antibiotik širokog spektara je rastvoran u vodi i veoma je sličan po dejstvu sa neomicinom. Antimikrobno dejstvo paromomicina protiv Escherichia coli i Staphylococcus aureus je istraženo.

## Spoljašnje veze
|  | Molimo Vas, obratite pažnju na važno upozorenje u vezi sa temama iz oblasti medicine (zdravlja). |